# Alhambra (kommunhuvudort)
Alhambra är en kommunhuvudort i Spanien.   Den ligger i provinsen Provincia de Ciudad Real och regionen Kastilien-La Mancha, i den centrala delen av landet, 180 km söder om huvudstaden Madrid. Alhambra ligger 861 meter över havet och antalet invånare är 1 177.
Terrängen runt Alhambra är platt åt nordost, men åt sydväst är den kuperad. Terrängen runt Alhambra sluttar västerut. Runt Alhambra är det mycket glesbefolkat, med 2 invånare per kvadratkilometer. Närmaste större samhälle är La Solana, 16,7 km väster om Alhambra. Trakten runt Alhambra består till största delen av jordbruksmark.